# Latarnia (przenośne źródło światła)

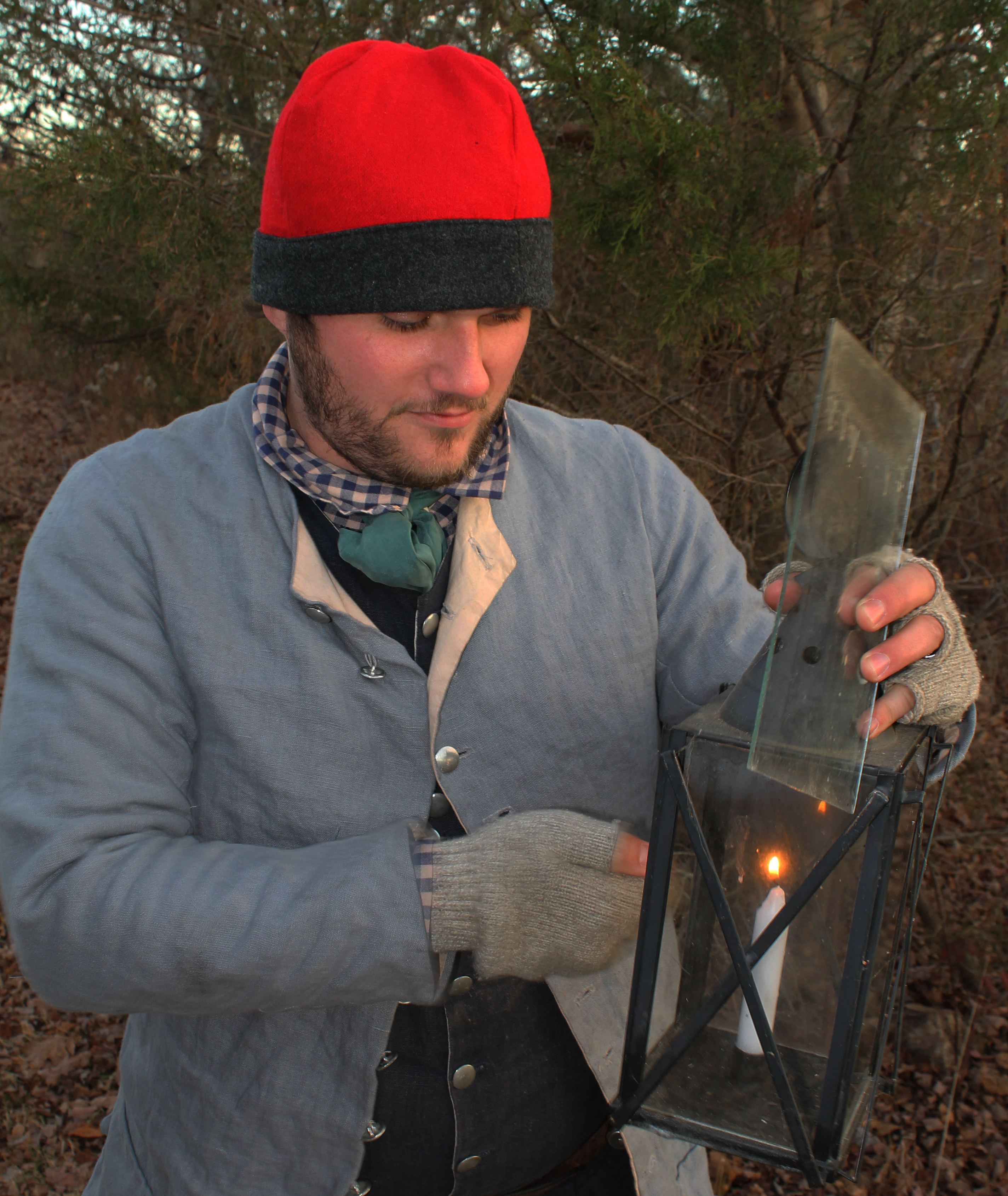
Mężczyzna z latarnią

Latarnia – przenośne źródło światła w formie obudowy z drewnianych lub metalowych ramek z przeszklonymi ściankami.
W starożytności latarnie posiadały płytki z rogu, alabastru lub przetłuszczonego papieru. W czasach współczesnych używa się do wypełnienia prześwitujących przestrzeni ścianek ze szkła lub miki.